# Julio César Abbadie
Julio César Abbadie   (San Ramón, 7 de setembre de 1930 - Montevideo, 16 de juliol de 2014) fou un futbolista uruguaià. Durant la seva trajectòria professional va jugar al C.A. Peñarol, equip amb el qual va guanyar la Copa Libertadores i la Copa Intercontinental el 1966.
Abbadie també va jugar a Itàlia (des de 1956 a 1962) amb el Genoa CFC i el Lecco. En total va jugar 140 partits a la primera divisió i va marcar 31 gols. El 21 de desembre del 2004 va tornar després de 54 anys a Gènova, a l'Estadi Luigi Ferraris, durant el partit de segona divisió contra l'Empoli F.C.
Pel que fa a la selecció de futbol de l'Uruguai, Abbadie va jugar 27 partits i va participar en la Copa del Món de Futbol de 1954, marcant 2 gols contra Escòcia.